# Orjaška čebela
Orjaška čebela, (znanstveno ime Apis dorsata) je filogenetsko najstarejša vrsta čebel na svetu.
Razširjena je po jugovzhodni Aziji, odrasle delavke pa so pri tej vrsti dolge med 17 in 20 mm. Ta vrsta čebel zgradi na prostem en sam sat, ki ima lahko premer več kot en meter.